# Чапаевский сельский совет (Днепропетровская область)
Благодатновский сельский совет (укр. Благодатнівська сільська рада) — входит в состав
Широковского района
Днепропетровской области
Украины.
Административный центр сельского совета находится в 
с. Благодатное
.

## Населённые пункты совета
- с. Благодатное
- с. Запорожье
- с. Весёлая Дача
- с. Григоровка
- с. Дачное
- с. Кошевое
- с. Надия
- с. Новоукраинка
- с. Отрадное
- с. Оленовка
- с. Подыдар
- с. Спасское